# Бајрам Бегај
Бајрам Бегај (алб. Bajram Begaj; Рогожина, 20. март 1967) јесте албански политичар, генерал-мајор и актуелни председник Албаније од 24. јула 2022. године. Бивши је начелник генералштаба Оружаних снага Албаније.

## Биографија
Рођен је 20. марта 1967. године у Рогожини, 70 км од главног града Тиране. Дипломирао је на Факултету медицине у Тирани 1989. године. Постао је војни лекар 1998. године. Има докторат.
Током своје војне каријере, учествовао је на бројним обукама и курсевима из области безбедности, одбране и медицине.
Обављао је разне функције у Оружаним снагама Албаније до јула 2020. године када је именован за начелника генералштаба.
Изабран је за председника Албаније 5. јуна 2022. године од стране Парламента Албаније као кандидат владајуће Социјалистичке партије Албаније. Преузеo je функцију 24. јула 2022. године.